# 15231 Ehdita
15231 Ehdita este o planetă minoră (asteroid), cu un diametru de 23,457 km, din centura de asteroizi. A fost descoperită pe 4 septembrie 1987 la Observatorul Astrofizic din Crimeea⁠(d) de Liudmila Juravliova și a fost numită după Edita Piekha⁠(d). 
Obiectul prezintă o orbită caracterizată de o semiaxă mare de 3,9390353 UAi, o excentricitate de 0,29, o înclinație de 6,81454 ° în raport cu ecliptica.